# Черезето
Черезѐто (на италиански: Cereseto; на пиемонтски: Ciarzin, Чаръдзин) е село и община в Северна Италия, провинция Алесандрия, регион Пиемонт. Разположено е на 280 m надморска височина. Населението на общината е 480 души (към 2010 г.).